# 宍粟市立一宮北中学校
宍粟市立一宮北中学校（しそうしりつ いちのみや きた ちゅうがっこう）は兵庫県宍粟市に所在する公立中学校。
通称、北中、一北（いちきた）。

## 沿革
六三制の発足により、三方村・下三方村・繁盛村にそれぞれ設置された新制中学校が本校の源流である。3中学校が統合されて現在の形に至る。

### 三方中学校
- 1947年（昭和22年）6月1日 - 三方村立三方中学校が設立。三方小学校の校舎の一部を借用。
- 1950年（昭和25年）1月20日 - 三方中学校新校舎落成。
- 1956年（昭和31年）9月30日 - 町村合併により一宮町が発足、一宮町立三方中学校となる。

### 下三方中学校
- 1947年（昭和22年）5月7日 - 下三方村立下三方中学校が設立。下三方小学校の校舎の一部を借用。
- 1948年（昭和23年）5月14日 - 下三方中学校新校舎落成。
- 1956年（昭和31年）4月1日 - 3村の合併により一宮町が発足、一宮町立下三方中学校となる。

### 繁盛中学校
- 1947年（昭和22年）6月1日 - 繁盛村立繁盛中学校が設立。繁盛小学校の校舎の一部を借用。
- 1949年（昭和24年）12月15日 - 繁盛中学校新校舎落成。
- 1956年（昭和31年）9月30日 - 町村合併により一宮町が発足、一宮町立繁盛中学校となる。

### 一宮北中学校
- 1966年（昭和41年） - 3中学校を統合し、一宮町立一宮北中学校設置。これは名目上の統合で、新校舎完成まで3中学校をそれぞれ一宮北中学校三方校舎、一宮北中学校下三方校舎、一宮北中学校繁盛校舎とする。
- 1967年（昭和42年）4月3日 - 新校舎竣工。
- 1967年（昭和42年）12月22日 - 冬期寄宿舎・「御形寮」竣工。
- 1968年（昭和43年）5月4日 - 体育館竣工。一宮町立一宮北中学校落成式挙行。名実ともに3中学校の統合が完了する。
- 1993年（平成5年） - 校訓制定「天祐自助」
- 2001年（平成13年） - 冬期寄宿舎・新「御形寮」竣工。
- 2005年（平成17年） - 一宮町が合併により宍粟市となったことに伴い、宍粟市立一宮北中学校となる。
- 2016年（平成28年） - 一宮北小学校開校と共に施設の併用開始。
- 2017年（平成29年） - 生徒数減少により、新「御形寮」閉鎖[3]。遠距離生徒のためのスクールバス運行開始。
- 2021年（令和3年） - 併設型小中一貫教育を開始、愛称名「一宮北学園」とする。

## 部活動
- 野球部
- ソフトボール部
- 女子バレーボール部
- 卓球部
- 剣道部
- 吹奏楽部

## 校区
以下の小学校の通学区域。おおむね、宍粟市一宮町のうち曲里地区より北の区域にあたる。
- 宍粟市立一宮北小学校（一宮北中学校と同一敷地内）

## アクセス
- 中国自動車道山崎ICから車で、国道29号、兵庫県道6号養父宍粟線を北へ約40分。
- 神姫バス山崎待合所より横山方面行きに乗車、三方町バス停下車。

## 出身者
- 細川伸二（柔道家）

## 校区が隣接している学校
- 宍粟市立一宮南中学校
- 宍粟市立波賀中学校
- 養父市立大屋中学校
- 朝来市立朝来中学校
- 朝来市立生野中学校
- 神河町立神河中学校